# Liste der Monuments historiques in La Celle-sous-Chantemerle
Die Liste der Monuments historiques in La Celle-sous-Chantemerle führt die Monuments historiques in der französischen Gemeinde La Celle-sous-Chantemerle auf.

## Liste der Objekte
| Bezeichnung               | Beschreibung                                | Standort                         | Kennzeichnung | Schutzstatus | Datum | Bild |
| ------------------------- | ------------------------------------------- | -------------------------------- | ------------- | ------------ | ----- | ---- |
| Skulptur Madonna mit Kind | Holz, 16. Jahrhundert                       | in der Kirche Ste-Trinité (Lage) | PM51002763    | Inscrit      | 1978  |      |
| Kreuzigungsgruppe         | auf dem Triumphbogen; Holz, 17. Jahrhundert | in der Kirche Ste-Trinité (Lage) | PM51002762    | Inscrit      | 1978  |      |
| Pietà                     | Stein, 15. Jahrhundert                      | in der Kirche Ste-Trinité (Lage) | PM51002764    | Inscrit      | 1978  |      |